# Olindo Preziosi
Olindo Preziosi (Torella dei Lombardi, 27 ottobre 1902 – 2 maggio 1965) è stato un politico italiano.
Fu sindaco di Avellino nel 1952 e deputato in Parlamento per due legislature (II, III) dal 1955 al 1963. Nella prima delle due legislature suberntrò come primo dei non eletti al defunto Giuseppe De Falco.
Il figlio Massimo fu anch'egli sindaco della città di Avellino.